# ريني أوتولينا
رينالدو خوسيه أوتولينا بينتو (بالإسبانية: Rinaldo José Ottlolina Pinto) ولد في 11 ديسمبر عام 1928م وتوفي يوم 16 مارس عام 1978م، كان فنانا ومنتجا فنزويليا، حيث ولد في فالنسيا، كارابوبو، وقد اشتهر مهنيا باسم ريني أتولينا (بالإسبانية: René Ottolina).

## النشأة
توفيت والدته عندما كان في الثانية من عمره، وفي سن السادسة قام والده -وهو مهاجر إيطالي- بنقله إلى كراكاس مع الجدة الأبوية، من أجل الذهاب لاحقا إلى ألمانيا. ريني لم يتخرج من المدرسة الثانوية، ولكنه كان سريع التعلم وكان من العصاميين.
في سن السابعة عشر من عمره، بدأ العمل كمذيع في واحدة من عدد قليل من المحطات الإذاعية التي كانت موجودة في ذلك الوقت في كاراكاس، وبسبب كمال الإلقاء وتناسق الصوت سرعان ما أصبح وجهة مفضلة بين المستمعين، حتى أنه تعلم اللغة الإنجليزية من خلال العمل في السفارة الأمريكية في كاراكاس.

## العمل في التلفزيون
بدأ ريني حياته المهنية في التلفزيون في عام 1952، وقد اشتغل بمثابة مضيف في افتتاحية تلفزيون ناسيونال الجنوب، ومن ثم تم التعاقد معه من قبل محطة التلفزيون الخاصة تلفزيون آر سي لاستضافة برنامج Lo de hoy (اليوم) وهو برنامج صباحي متنوع يمزج بين الموسيقى ومقابلات الشخصيات في هذا المجال، وفي عام 1958 منحت شركة RCTV (تلفزيون آر سي) أوتولينا منصب منتج مستقل واقترحت عليه تقديم برنامج خاص به حمل عنوان ريني شو والذي أصبح فيما بعد حجر الزاوية في RCTV.
في عام 1959، علمت هيئة الإذاعة الأمريكية بقدرات ريني وتمكنه من جلب العديد من المشاهدين والمستمعين مما اضطرها إلى جلبه إلى نيويورك قصد مواصلة إذاعة برنامجه ريني شو، وعلى الرغم من أنه كان ذو لهجة لاتينية حادة إلا أنه وبعد وقت قصير تمكن من منافسة جاك بير الذي كان يذيع برنامجا آخر شبيه ببرنامج ريني.
بعد سنة تقريبا استحوذت هيئة الإذاعة الأمريكية على 45% من الأسهم في القناة الأولى المملوكة للقطاع الخاص في محطة التلفزيون بفنزويلا، حيث عرضوا على ريني منصب المدير العام، ولكنه استقال عندما عرف كل هذا.
عاد ريني إلى RCTV لاستضافة برنامجه مجددا، وذلك لمدة سنتين متتاليتين ثم غادر لقضاء بعض الوقت في بلد آخر. وبسبب عطلته المؤقتة هذه كان هناك انقطاع في بث برنامجه بين عامي 1959 و1961، ثم 1962 و1964 وكذلك بين 1965 و1967، وذلك لأنه قرر الحصول على فترة استراحة والاهتمام بالشؤون العائلية، لتصبح هذه العادة فيما بعد شائعة بالنسبة له، حيث أصبح يتفرغ لعائلته في كل من إيطاليا، فرنسا ولندن.
استضاف ريني في عام 1960 برنامجا باللغة الإنجليزية في مدينة نيويورك بمحطة تلفزيون وبك-تيفي، وعندما عاد إلى فنزويلا في عام 1961 عرض بعض فترات حياته على شكل رسومات هزلية يومية.
على مر السنين، اعتمد ريني على نهج التفاعل الواسع مع الضيوف ومحاولة معرفة كل ما ير في رؤوسهم، حيث كان قد استضاف عددا من النجوم والشخصيات على غرارا شارل أزنافور، راي تشارلز، إيلا فيتزجيرالد، جاكسون 5، توم جونز، لا لوب، ميريام ماكيبا، أليز هاجينا, ساندرو دي أميركا، ستيفي وندر وآخرون.

## وصلات خارجية
- ريني أوتولينا على موقع IMDb (الإنجليزية)

- La patria es del tamaño ديل corazón de quien la quiere نسخة محفوظة 25 سبتمبر 2006 على موقع واي باك مشين. تأملات من ريني أوتولينا، السيرة الذاتية وفرضية وفاته.
- Juicio a la televisión venezolana مقالة من كتابة ريني أوتولينا، وقد تم نشرها في مجلة Resumen.
- Photos and commentaries about Renny Ottolina على موقع واي باك مشين (نسخة محفوظة October 27, 2009)
- Renny Ottolina – Last television appearance على يوتيوب